# Valea Mare (Urmeniș), Bistrița-Năsăud
Valea Mare este un sat în comuna Urmeniș din județul Bistrița-Năsăud, Transilvania, România. La recensământul din 2002 avea o populație de 52 locuitori.